# South Toledo Bend
South Toledo Bend è un census-designated place (CDP) della contea di Newton, Texas, Stati Uniti. Al censimento del 2010, la popolazione era di 524 abitanti.

## Geografia fisica
Secondo lo United States Census Bureau, ha un'area totale di 5,7 mi² (14,76 km²).

## Società

### Evoluzione demografica
Secondo il censimento del 2010, la popolazione era di 524 abitanti.

### Etnie e minoranze straniere
Secondo il censimento del 2010, la composizione etnica del CDP era formata dal 96,8% di bianchi, lo 0,6% di afroamericani, lo 0,2% di nativi americani, lo 0,6% di asiatici, lo 0,0% di oceanici, l'1,3% di altre razze, e lo 0,6% di due o più etnie. Ispanici o latinos di qualunque razza erano il 2,1% della popolazione.